# タナからイケダ
タナからイケダは、吉本興業所属のお笑いコンビ。NSC大阪校27期生。2005年9月結成。略称は、タナイケ。

## メンバー
田邊 孟德（たなべ たけのり、1983年7月12日（42歳） - ）ツッコミ担当、立ち位置は向かって左。
京都府亀岡市出身。大阪市立中央高等学校卒業。
身長176cm、体重58kg。血液型B型。喫煙者。
趣味は掃除、読書、『天使にラブソングを』鑑賞。
特技は『マスク』でのジム・キャリーのものまね。
顔のパーツが真ん中に寄っていることを『パーキュット（「顔面のパーツが真ん中にキュッと寄っている」の意）』とイジられる。容姿は福山雅治に似ている。
2011年6月、自宅の風呂場で転倒し両手を挙げた状態で、右手小指を浴槽の縁に強打。3日後に骨折と分かり、28日に手術を受けた。その後はしばらくギプスを付けて活動していた。
2011年8月7日の単独ライブ中、自身の結婚と双子の女児の父親であることを発表した。その後も1男を授かっている。
池田 周平（いけだ しゅうへい、1980年9月22日（44歳） - ）ボケ担当、立ち位置は向かって右。
大阪府堺市出身。大阪府立東百舌鳥高等学校卒業。高校の1学年下には森田哲矢（さらば青春の光）がいる。
身長170cm、体重72kg。血液型B型。喫煙者。
趣味は食事、睡眠、サウナ。
特技はジャンクフード大食い。
容姿が市川海老蔵に似ており、ネタにする。
駒場孝（ミルクボーイ）、多田智佑（トット）、みっとしー（元ビーフケーキ）、藤本聖（ジュリエッタ）ら同期とルームシェアをしていた。
ダイエットに励んでおり、年間で10kgの減量に挑戦中。YNN配信にて週1回ペースで体重測定をしながら減量結果を報告している。
2019年9月8日、一般女性との結婚を発表。

## コンビ名の由来
吉本NSC道場のエントリーで、池田が相方・田邊に相談もせずコンビ名として提出したのが「たなから池田」。開催当日にそれを見た田邊は「これでは池田ピンの芸名ではないか」と不満を述べ、それから現在の表記になった。実際は「たなからいけだ」という名前はNSC同期である堀泰之（おにく）が命名したもので、池田は「勝手に決まっていた」と語っている。

## 概説
- NSC入学前は、2人とも一般企業にて就職していた。
- 現在のコンビ結成以前、田邊は別の相方とコンビを組んでいたが池田はピンで活動していた。NSC卒業後にコンビを結成しているため在学中は会話も交わさなかった[4]。
- 初舞台は、2005年9月のM-1グランプリ1回戦。
- 正統派漫才を主流としているが、2010年にはキングオブコントに初めて出場し3回戦進出。出場のきっかけを田邊は「吉本が勝手に出してました」とコメントしている[5]。
- 2011年4月27日、吉本の「あなたの街に“住みます”プロジェクト」で、田邊の出身地である京都府の住みます芸人に選ばれる。同年5月から京都に移り住み、地域を盛り上げる活動を行っている[6]。
- 2011年5月31日、京都精華大学にて、レイザーラモンRG（レイザーラモン）と共によしもと祇園花月キャンペーンイベントへ出席した[7]。
- 2011年6月、『あほやねん!すきやねん!』の月曜日企画「勝ち抜き笑リング」の芸人ネタ対決で3週勝ち残り、オモロイヤーとして認定された。
- baseよしもと→5upよしもとに出演していたが、2014年2月に卒業。

## 賞レースでの戦績

### M-1グランプリ
| 年度   | 成績         | 会場                 | 日時       |
| ------ | ------------ | -------------------- | ---------- |
| 2005年 | 2回戦進出    | NGKスタジオ          | 2005/11/12 |
| 2006年 | 3回戦進出    | ABCホール            | 2006/11/19 |
| 2007年 | 3回戦進出    | ABCホール            | 2007/11/18 |
| 2008年 | 2回戦進出    | ヨシモト∞ホール大阪  | 2008/11/08 |
| 2009年 | 2回戦進出    | HEP HALL             | 2009/11/13 |
| 2010年 | 3回戦進出    | 京橋花月             | 2010/11/19 |
| 2015年 | 準々決勝進出 | なんばグランド花月   | 2015/11/05 |
| 2016年 | 準々決勝進出 | なんばグランド花月   | 2016/11/07 |
| 2017年 | 準々決勝進出 | メルパルクホール大阪 | 2017/11/02 |
| 2018年 | 3回戦進出    | よしもと漫才劇場     | 2018/10/22 |
| 2019年 | 3回戦進出    | よしもと漫才劇場     | 2019/10/29 |
| 2020年 | 2回戦進出    | よしもと祇園花月     | 2020/10/28 |

### THE SECOND 〜漫才トーナメント〜
| 年     | 結果                          |
| ------ | ----------------------------- |
| 2025年 | ノックアウトステージ32→16進出 |

### その他
- 2009年 今宮子供えびすマンザイ新人コンクール 福娘大賞・敢闘賞
- 2010年 キングオブコント 3回戦進出
- 2013年 第43回 NHK上方漫才コンテスト 決勝進出
- 2013年 第11回 MBS漫才アワード 決勝進出
- 2014年 第3回 ytv漫才新人賞 第5位
- 2014年 第49回 上方漫才大賞 新人賞ノミネート[15]
- 2014年 第44回 NHK上方漫才コンテスト 準優勝
- 2014年 NHK新人お笑い大賞 本戦進出[16]
- 2015年 第45回 NHK上方漫才コンテスト 決勝進出
- 2015年 第4回 ytv漫才新人賞 第6位

## 出囃子
3.6MILK 「MY SWEET HOME」

## 出演

### テレビ
- オールザッツ漫才（毎日放送）
- 炎上base（関西テレビ、2010年1月22日 - 3月19日）
- 爆笑ホワイトカーペット（フジテレビ、2010年3月20日）- キャッチコピーは「思わぬ所に笑いあり」
- ロケみつ〜ロケ×ロケ×ロケ〜（毎日放送、2010年3月18日 - 5月6日）- 「Catch & cook 自力海鮮丼ブログ旅 season4」、池田のみ[17]。
- あほやねん!すきやねん!（NHK大阪、2011年6月13日 - 6月27日）- 月曜日「勝ち抜き笑リング」
- やかせて!ソーセージ（毎日放送、2011年6月3日 - 6月24日）- 金曜レギュラー
- ぽじポジたまご（KBS京都、2011年4月7日、6月30日）- 「めざせ!爆笑王?!」→（2014年1月9日 - 2016年9月30日 ）- 木曜・金曜アシスタント
- 漫才維新（読売テレビ、2011年7月7日）
- やっぱりテレビや! すっきり地デジで祇園花月中継!（KBS京都、2011年7月24日）
- おかえりやす! 祇園花月オープン記念・激笑ライブ!（KBS京都、2011年7月24日）
- オンバト+（NHK総合）戦績4勝1敗 最高513KB
- 今日とってもよかっ丹後（ACTV京丹後局、2012年12月1日 - 2013年5月）

### ラジオ
- ハンドレッドレディオ・第2部「タナからイケダのマンスリー番長」（MBSラジオ、2011年6月2日 - 6月30日）
- オンスト 金曜「○○のオンスト」（YES-fm、2011年7月1日 - 7月29日）
- よしもと祇園花月Presents GIONラジオ 月-水レギュラー（KBS京都ラジオ、2011年7月18日 -）
- 笑い飯哲夫の喜喜喜喜喜喜喜喜怒哀楽ニュースシャワー（MBSラジオ、2019年10月31日[18] - ）田邊のみ

### インターネット配信
- YOSHIMOTO NETA NETWORK［YNN] （USTREAM）
- タナからイケダの"京都っても良かった"配信ー!!!!! - 2011年5月16日ｰ 毎日22時より配信中

### 舞台
- baseよしもと
- 5upよしもと
- 京橋花月
- よしもと祇園花月
- 大阪若手お笑いライブ〜わてらコテコテこなもん三銃士〜（渋谷公園通りシアターD、2010年7月31日）
- LIVE STAND 2010 OSAKA（インテックス大阪、2010年10月16日・17日）

単独ライブ
- 「初1回目のタンドーク」（baseよしもと、2010年3月22日）
- 「夏1回目のタンドーク」（baseよしもと、2010年7月25日）
- 「痛みに耐えてよく頑張った。単独したっ!」（5upよしもと、2011年8月7日）
- 「京都ってもよかっ単独」（5upよしもと、2012年8月29日）
- 「漫才先生、単独ライブがしたいです。〜ネタを制するものは賞も制す〜」（5upよしもと、2013年3月25日）
- 「帰ってきた!夏1回目のタンドーク」（baseよしもと、2013年7月30日）
- 煌Jr.ワンコインライブ「タナからイケダの30分」（5upよしもと、2013年10月7日）
- 「10年目の真実」（5upよしもと、2014年2月24日）
- 「ZAZA1回目のタンドーク」（道頓堀ZAZA HOUSE、2014年5月4日）
- 「ワレワレハ漫才師ダ1」（道頓堀ZAZA POCKET'S、2015年1月11日）
- 「ワレワレハ漫才師ダ2」（道頓堀ZAZA POCKET'S、2015年2月23日）
- 「ワレワレハ漫才師ダ3」（道頓堀ZAZA POCKET'S、2015年5月12日）
- 「ワレワレハ漫才師ダ4」（道頓堀ZAZA POCKET'S、2015年6月23日）
- 「ワレワレハ漫才師ダ5」（道頓堀ZAZA POCKET'S、2015年7月21日）
- 「ワレワレハ漫才師ダ6」（道頓堀ZAZA POCKET'S、2015年8月22日）
- 「ワレワレハ10周年ダ」（大丸心斎橋劇場、2015年9月30日）
- 「ワレワレハ漫才師ダ7」（道頓堀ZAZA POCKET'S、2015年10月29日）
- 「ワレワレハ漫才師ダ8」（道頓堀ZAZA POCKET'S、2015年12月11日）
- 「コモチからトシオトコ」（道頓堀ZAZA HOUSE、2016年3月19日）
- 「神方MANZAI〜青龍〜」（道頓堀ZAZA POCKET'S、2017年3月6日）
- 「神方MANZAI〜朱雀〜」（よしもと漫才劇場、2017年9月12日）
- 「神方MANZAI〜白虎〜」（道頓堀ZAZA POCKET'S、2018年1月12日）
- 「挑戦」（道頓堀ZAZA HOUSE、2018年6月29日）
- 「唐揚げ定食〜みそ汁を漫才に変更で〜」（道頓堀ZAZA POCKET'S、2019年4月29日）

### DVD
- 凸base（デコベース）〜baseよしもとネタ全集2010〜（2010年1月1日発売）
- 凹base（ボコベース）〜baseよしもと水泳大会2010〜（2010年1月1日発売）
- 凸base（デコベース）〜baseよしもとネタ全集2011〜（2011年1月26日発売）